# Барановская, Вера Всеволодовна
Ве́ра Все́володовна Барано́вская (в том числе Vera Baranowskaja; 1885, Санкт-Петербург — 7 декабря 1935, Париж) — русская актриса театра и кино, известная также по фильмам, снятым в Германии и Чехословакии.

## Биография

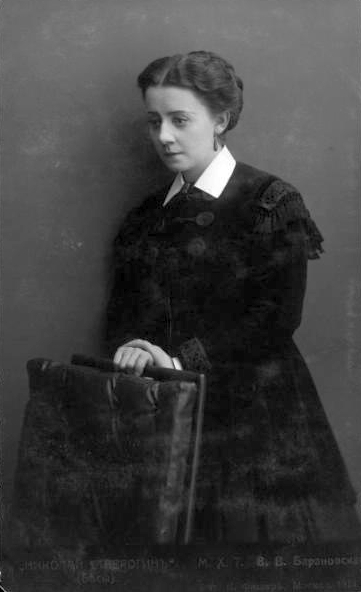
Вера Барановская, 1913 год

Актёрское образование получила в Московском Художественном театре, где выступала с 1903 по 1915 год. В 1916 году Вера Барановская дебютировала в фильме М. Бонч-Томашевского «Власть первого», за год снялась в пяти фильмах. В «Каталоге сохранившихся фильмов» есть информация о неатрибутированном фильме с предположительным названием «Заря русской революции», предположительно снятом в 1911-13 гг. с участием Веры Барановской. С 1915 по 1922 год она работала в театрах Харькова, Киева, Одессы, Тифлиса и Казани. В 1922 году основала Художественно-театральную мастерскую «Мастбар» в Москве. Во второй половине 1920-х годов она сыграла одну из наиболее важных ролей в кино. Реалистическое изображение главной роли в фильме «Мать» (1926) и работающей женщины в фильме «Конец Санкт-Петербурга» (1927) — оба сняты режиссёром Всеволодом Пудовкиным — одни из самых впечатляющих женских фигур раннего российского кино.
В 1928 году «Прометеус» — пролетарское кинопредприятие в Берлине — пригласило её на фильм «Путь пролетарки» сыграть главную роль. Оставив ненадолго Германию, отправилась на съёмки в Чехословакию, где сыграла роли в первом чешском звуковом фильме «Тонка-Виселица» (1930), а также исторической эпопее «Святой Вацлав» (1930). В чехословацкой социальной драме «Такова жизнь» (1929) Карла Юнгаса продолжила пролетарское амплуа в главной роли прачки. Благодаря картине «Святой Вацлав» Вера Барановская получила предложения на съёмки в Германии и Франции.
Среди фильмов в Германии — «Ядовитый газ» (1929, режиссёр Михаил Дубсон) и «Бунт в воспитательном доме» (1930, режиссёр Георгий Азагаров) — её лучшие работы. В 1932 году Барановская переехала во Францию, где умерла в 1935 году.